# Stanley-Cup-Playoffs 1941
Die Playoffs um den Stanley Cup des Jahres 1941 begannen am 20. März 1941 und endeten am 12. April 1941 mit dem 4:0-Sieg der Boston Bruins über die Detroit Red Wings. Die Bruins gewannen ihren insgesamt dritten Titel sowie den zweiten in den letzten drei Jahren, nachdem sie 1939 die Toronto Maple Leafs mit 4:1 besiegt hatten. Zudem stellten sie mit Milt Schmidt den Topscorer sowie mit Eddie Wiseman den besten Torschützen dieser Playoffs. Die Red Wings hingegen bestritten ihr erstes Endspiel nach ihrem Finalsieg 1937.

## Modus
Für die Playoffs qualifizierten sich die sechs besten Teams der Liga. Die ersten beiden Mannschaften der Abschlusstabelle spielten in einem ersten Halbfinale direkt einen der beiden Finalteilnehmer aus. Die vier übrigen Teams standen sich in zwei Viertelfinals gegenüber, wobei der Dritte der Setzliste auf den Vierten sowie der Fünfte auf den Sechsten traf. Die Viertelfinals mündeten schließlich im zweiten Halbfinale, das den zweiten Finalteilnehmer ermittelte. Dabei wurde das erste Halbfinale sowie das Stanley-Cup-Finale im Best-of-Seven-Modus ausgetragen, während in den Viertelfinalserien sowie der zweiten Halbfinalserie bereits zwei Siege zum Weiterkommen ausreichten und somit im Best-of-Three-Modus gespielt wurde.
In Serien mit Best-of-Seven-Modus hatte das höher gesetzte Team in den ersten beiden Spielen Heimrecht, die nächsten beiden das gegnerische Team. Sollte bis dahin kein Sieger aus der Runde hervorgegangen sein, wechselte das Heimrecht von Spiel zu Spiel. So hatte die höher gesetzte Mannschaft in den Spielen 1, 2, 5 und 7, also vier der maximal sieben Spiele, einen Heimvorteil. In Serien mit Best-of-Three-Modus wechselte das Heimrecht von Spiel zu Spiel, sodass die höher gesetzte Mannschaft im ersten und im entscheidenden dritten Spiel vor heimischem Publikum spielte. Anzumerken ist jedoch, das von der dargestellten Verteilung des Heimrechts aus verschiedenen Gründen regelmäßig abgewichen wurde.
Bei Spielen, die nach der regulären Spielzeit von 60 Minuten unentschieden blieben, folgte die Overtime. Sie endete durch das erste erzielte Tor (Sudden Death).

## Qualifizierte Teams
| - (1) Boston Bruins - (2) Toronto Maple Leafs - (3) Detroit Red Wings | - (4) New York Rangers - (5) Chicago Black Hawks - (6) Canadiens de Montréal |

## Playoff-Baum
|  | Viertelfinale | Viertelfinale         | Viertelfinale     |                     |                   | Halbfinale | Halbfinale    | Halbfinale |  |  | Stanley-Cup-Finale | Stanley-Cup-Finale | Stanley-Cup-Finale |
|  |               |                       |                   |                     |                   |            |               |            |  |  |                    |                    |                    |
|  |               |                       |                   |                     |                   |            |               |            |  |  |                    |                    |                    |
|  |               |                       |                   |                     |                   |            |               |            |  |  |                    |                    |                    |
|  | 1             | Boston Bruins         | 4                 |                     |                   |            |               |            |  |  |                    |                    |                    |
|  | 1             | Boston Bruins         | 4                 |                     |                   |            |               |            |  |  |                    |                    |                    |
|  |               |                       | 2                 | Toronto Maple Leafs | 3                 |            |               |            |  |  |                    |                    |                    |
|  |               |                       |                   | Toronto Maple Leafs | 3                 |            |               |            |  |  |                    |                    |                    |
|  |               |                       |                   |                     |                   |            |               |            |  |  |                    |                    |                    |
|  |               |                       |                   |                     |                   |            |               |            |  |  |                    |                    |                    |
|  |               |                       |                   |                     |                   | 1          | Boston Bruins | 4          |  |  |                    |                    |                    |
|  |               | 3                     | Detroit Red Wings | 0                   |                   |            |               |            |  |  |                    |                    |                    |
|  | 3             | Detroit Red Wings     | 2                 |                     |                   |            |               |            |  |  |                    |                    |                    |
|  | 4             | New York Rangers      | 1                 |                     |                   |            |               |            |  |  |                    |                    |                    |
|  | 4             | New York Rangers      | 1                 | 3                   | Detroit Red Wings | 2          |               |            |  |  |                    |                    |                    |
|  |               |                       |                   | 3                   | Detroit Red Wings | 2          |               |            |  |  |                    |                    |                    |
|  |               |                       | 5                 | Chicago Black Hawks | 0                 |            |               |            |  |  |                    |                    |                    |
|  | 5             | Chicago Black Hawks   | 5                 | Chicago Black Hawks | 0                 | 2          |               |            |  |  |                    |                    |                    |
|  | 5             | Chicago Black Hawks   |                   |                     |                   |            |               |            |  |  |                    |                    |                    |
|  | 6             | Canadiens de Montréal | 1                 |                     |                   |            |               |            |  |  |                    |                    |                    |

## Viertelfinale

### (3) Detroit Red Wings – (4) New York Rangers
| 20. März 1941 | Detroit Red Wings Carl Liscombe (34:39) Gus Giesebrecht (72:01) | 2:1 n. V. (0:0, 1:0, 0:1, 1:0) Spielbericht Stand: 1:0 | New York Rangers Lynn Patrick (44:33) | Detroit Olympia, Detroit, Michigan |

| 23. März 1941 | New York Rangers Babe Pratt (18:38) Alex Shibicky (31:30) Mac Colville (59:31) | 3:1 (1:0, 1:1, 1:0) Spielbericht Stand: 1:1 | Detroit Red Wings Don Grosso (23:02) | Madison Square Garden, New York City, New York |

| 25. März 1941 | Detroit Red Wings Bill Jennings (11:38) Jack Stewart (19:48) Mud Bruneteau (49:39) | 3:2 (2:1, 0:0, 1:1) Spielbericht Stand: 2:1 | New York Rangers Kilby MacDonald (15:25) Neil Colville (59:51) | Detroit Olympia, Detroit, Michigan |

### (5) Chicago Black Hawks – (6) Canadiens de Montréal
| 20. März 1941 | Chicago Black Hawks George Allen (16:21) Max Bentley (47:57) | 2:1 (1:1, 0:0, 1:0) Spielbericht Stand: 1:0 | Canadiens de Montréal Elmer Lach (8:14) | Chicago Stadium, Chicago, Illinois |

| 22. März 1941 | Canadiens de Montréal Joe Benoit (8:01) Joe Benoit (14:02) Joe Benoit (30:51) Charlie Sands (94:03) | 4:3 n. V. (2:1, 1:1, 0:1, 0:0, 1:0) Spielbericht Stand: 1:1 | Chicago Black Hawks Cully Dahlstrom (2:33) Joe Cooper (23:13) Mush March (50:13) | Forum de Montréal, Montréal, Québec |

| 25. März 1941 | Chicago Black Hawks George Allen (14:56) Cully Dahlstrom (32:11) Cully Dahlstrom (43:31) | 3:2 (1:0, 1:2, 1:0) Spielbericht Stand: 2:1 | Canadiens de Montréal Joe Benoit (38:37) Ray Getliffe (38:58) | Chicago Stadium, Chicago, Illinois |

## Halbfinale

### (1) Boston Bruins – (2) Toronto Maple Leafs
| 20. März 1941 | Boston Bruins Flash Hollett (35:33) Terry Reardon (58:21) Eddie Wiseman (59:24) | 3:0 (0:0, 1:0, 2:0) Spielbericht Stand: 1:0 | Toronto Maple Leafs | Boston Garden, Boston, Massachusetts |

| 22. März 1941 | Boston Bruins Eddie Wiseman (8:13) Milt Schmidt (9:47) Eddie Wiseman (44:00) | 3:5 (2:0, 0:4, 1:1) Spielbericht Stand: 1:1 | Toronto Maple Leafs Gordie Drillon (22:33) Reg Hamilton (27:30) Nick Metz (35:00) Nick Metz (35:47) Don Metz (41:44) | Boston Garden, Boston, Massachusetts |

| 25. März 1941 | Toronto Maple Leafs Sweeney Schriner (18:03) Syl Apps (26:59) Wilfred McDonald (32:46) Syl Apps (37:36) Sweeney Schriner (45:26) Syl Apps (56:43) Nick Metz (57:05) | 7:2 (1:1, 3:1, 3:0) Spielbericht Stand: 2:1 | Boston Bruins Milt Schmidt (13:35) Herb Cain (25:07) | Maple Leaf Gardens, Toronto, Ontario |

| 27. März 1941 | Toronto Maple Leafs Gordie Drillon (30:30) | 1:2 (0:0, 1:1, 0:1) Spielbericht Stand: 2:2 | Boston Bruins Woody Dumart (27:15) Herb Cain (48:13) | Maple Leaf Gardens, Toronto, Ontario |

| 29. März 1941 | Boston Bruins Pat McReavy (14:16) | 1:2 n. V. (1:1, 0:0, 0:0, 0:1) Spielbericht Stand: 2:3 | Toronto Maple Leafs Lex Chisholm (4:58) Pete Langelle (77:37) | Boston Garden, Boston, Massachusetts |

| 1. April 1941 | Toronto Maple Leafs Gordie Drillon (49:48) | 1:2 (0:0, 0:0, 1:2) Spielbericht Stand: 3:3 | Boston Bruins Bobby Bauer (50:39) Herb Cain (52:00) | Maple Leaf Gardens, Toronto, Ontario |

| 3. April 1941 | Boston Bruins Flash Hollett (14:32) Mel Hill (54:17) | 2:1 (1:1, 0:0, 1:0) Spielbericht Stand: 4:3 | Toronto Maple Leafs Wilfred McDonald (13:28) | Boston Garden, Boston, Massachusetts |

### (3) Detroit Red Wings – (5) Chicago Black Hawks
| 27. März 1941 | Detroit Red Wings Sid Abel (19:59) Carl Liscombe (30:15) Joe Fisher (55:28) | 3:1 (1:0, 1:0, 1:1) Spielbericht Stand: 1:0 | Chicago Black Hawks Mush March (45:15) | Detroit Olympia, Detroit, Michigan |

| 30. März 1941 | Chicago Black Hawks Doug Bentley (24:02) | 1:2 n. V. (0:0, 1:1, 0:0, 0:1) Spielbericht Stand: 0:2 | Detroit Red Wings Alex Motter (21:25) Gus Giesebrecht (69:52) | Chicago Stadium, Chicago, Illinois |

## Stanley-Cup-Finale

### (1) Boston Bruins – (3) Detroit Red Wings
| 6. April 1941 | Boston Bruins Eddie Wiseman (13:26) Milt Schmidt (34:45) Pat McReavy (49:16) | 3:2 (1:0, 1:0, 1:2) Spielbericht Stand: 1:0 | Detroit Red Wings Carl Liscombe (50:55) Syd Howe (57:45) | Boston Garden, Boston, Massachusetts |

| 8. April 1941 | Boston Bruins Terry Reardon (53:35) Roy Conacher (57:35) | 2:1 (0:0, 0:0, 2:1) Spielbericht Stand: 2:0 | Detroit Red Wings Mud Bruneteau (42:41) | Boston Garden, Boston, Massachusetts |

| 10. April 1941 | Detroit Red Wings Bill Jennings (3:15) Sid Abel (7:45) | 2:4 (2:2, 0:1, 0:1) Spielbericht Stand: 0:3 | Boston Bruins Eddie Wiseman (3:57) Milt Schmidt (14:07) Milt Schmidt (20:59) Art Jackson (57:20) | Detroit Olympia, Detroit, Michigan |

| 12. April 1941 | Detroit Red Wings Carl Liscombe (10:14) | 1:3 (1:0, 0:3, 0:0) Spielbericht Stand: 0:4 | Boston Bruins Flash Hollett (27:42) Bobby Bauer (28:43) Eddie Wiseman (39:32) | Detroit Olympia, Detroit, Michigan |

### Stanley-Cup-Sieger
| Stanley-Cup-Sieger Boston Bruins | Torhüter: Frank Brimsek Verteidiger: Dit Clapper (C), Jack Crawford, Flash Hollett, Terry Reardon, Jack Shewchuk, Des Smith Angreifer: Bobby Bauer, Herb Cain, Roy Conacher, Bill Cowley, Woody Dumart, Mel Hill, Art Jackson, Pat McReavy, Milt Schmidt, Eddie Wiseman Cheftrainer: Cooney Weiland General Manager: Art Ross |

## Beste Scorer
Abkürzungen: GP = Spiele, G = Tore, A = Assists, Pts = Punkte, PIM = Strafminuten; Fett: Bestwert
| Spieler         | Team    | GP | G | A | Pts | PIM |
| --------------- | ------- | -- | - | - | --- | --- |
| Milt Schmidt    | Boston  | 11 | 5 | 6 | 11  | 9   |
| Eddie Wiseman   | Boston  | 11 | 6 | 2 | 8   | 0   |
| Syd Howe        | Detroit | 9  | 1 | 7 | 8   | 0   |
| Carl Liscombe   | Detroit | 9  | 4 | 3 | 7   | 12  |
| Nick Metz       | Toronto | 7  | 3 | 4 | 7   | 0   |
| Flash Hollett   | Boston  | 11 | 3 | 4 | 7   | 8   |
| Cully Dahlstrom | Chicago | 5  | 3 | 3 | 6   | 2   |
| Terry Reardon   | Boston  | 11 | 2 | 4 | 6   | 6   |
| Roy Conacher    | Boston  | 11 | 1 | 5 | 6   | 4   |
| Syl Apps        | Toronto | 7  | 3 | 2 | 5   | 0   |
| Gordie Drillon  | Toronto | 7  | 3 | 2 | 5   | 2   |
| Herb Cain       | Boston  | 11 | 3 | 2 | 5   | 5   |

## Beste Torhüter
Die kombinierte Tabelle zeigt die drei besten Torhüter in der Kategorie Gegentorschnitt sowie den jeweils Führenden in Shutouts und Siegen.
Abkürzungen: GP = Spiele, Min = Eiszeit (in Minuten), W = Siege, L = Niederlagen, GA = Gegentore, SO = Shutouts, GAA = Gegentorschnitt; Fett: Bestwert; Sortiert nach Gegentorschnitt.
Erfasst werden nur Torhüter mit 120 absolvierten Spielminuten.
| Spieler       | Team       | GP | Min    | W | L | GA | SO | GAA  |
| ------------- | ---------- | -- | ------ | - | - | -- | -- | ---- |
| Dave Kerr     | NY Rangers | 3  | 192:01 | 1 | 2 | 6  | 0  | 1,87 |
| Frank Brimsek | Boston     | 11 | 677:37 | 8 | 3 | 23 | 1  | 2,04 |
| Turk Broda    | Toronto    | 7  | 437:37 | 3 | 4 | 15 | 0  | 2,06 |